# ハタダーゲ
ハタダーゲ（シンハラ語: හැටදාගේ、英: Hatadage ）は、スリランカの北中部州にあるポロンナルワにニッサンカ・マッラ（在位1187年–1196年）が仏歯を安置するために建立した仏教寺院の史跡である。建築に用いられた石材とレンガ、木材のうち、レンガと石材を使った壁のみが現存している。元は2階建て構造であったとみられるが、上層階は失われている。花崗岩から彫り出された3体の仏像が寺院の一室に安置されている。

## 所在地
ハタダーゲは、仏教遺跡が集まっているポロンナルワのダラダ・マルワ（シンハラ語: දළදා මලුව、クアドラングル）内の北側にある。入口は南側にあり、ワタダーゲの入口と向き合う形になっている。東側の近い場所にはガルポタ石碑、西側にはアタダーゲがある。

## 建立と名称
ハタダーゲは、仏歯を祭る寺院として、ニッサンカ・マッラによって建立された。史書『王統譜』（Rajaveliya）や『供養譜』（Poojavaliya）、ガルポタの碑文などには、ハタダーゲが60時間で建てられたとの記述がある。シンハラ語で hata は数字の60、dage は聖遺物を納める場所を意味するため、これがハタダーゲの名称の元になった可能性がある。他に、60の遺物が納められたことが名前の由来とする異説もある。仏歯の安置場所は2階であったと考えられる。

## 構造

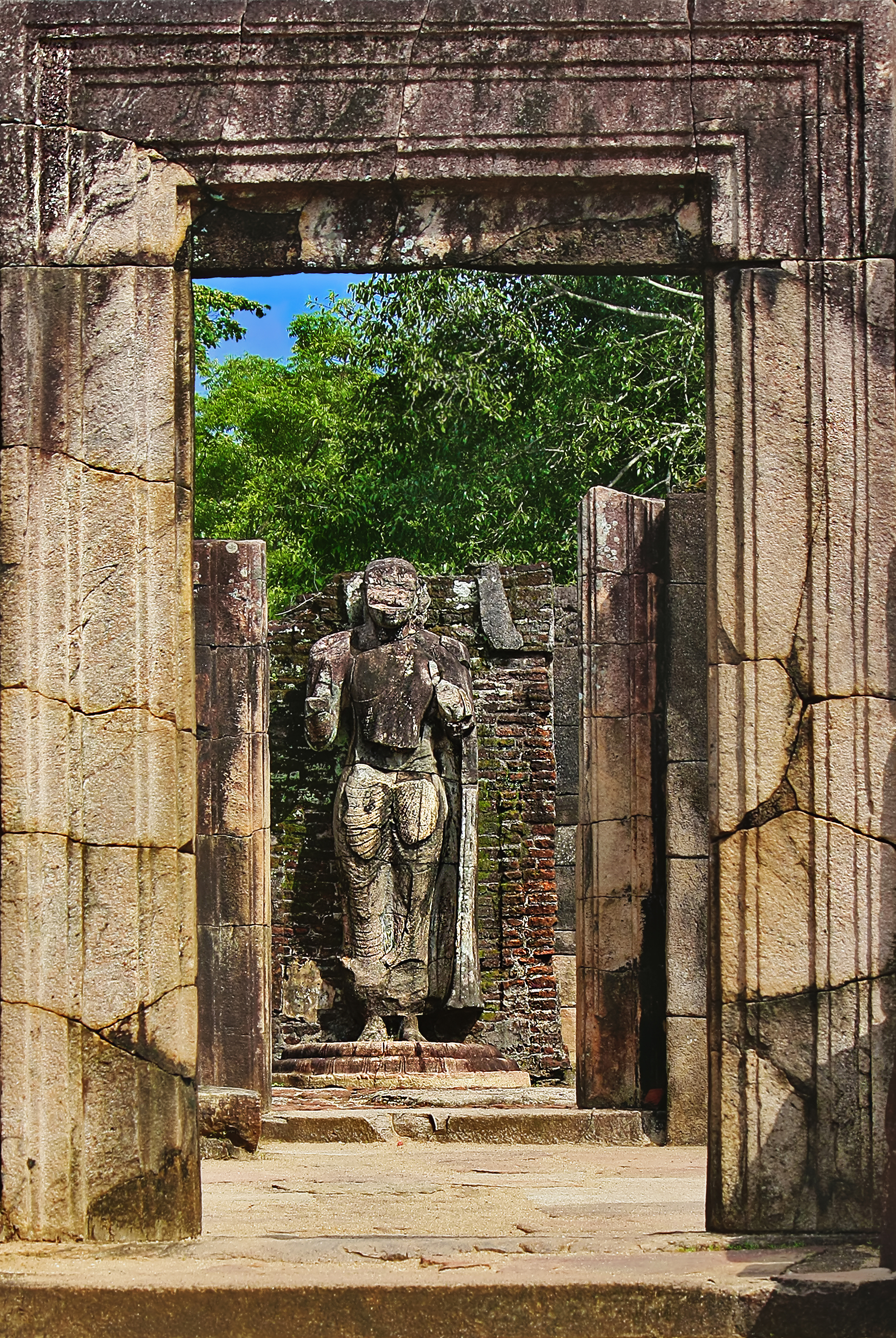
中央の立像

ハタダーゲは奥行き120フィート (37 m)、幅90フィート (27 m)の石壁に囲まれている。彫刻が施された石の門が南側に設けられており、門をくぐると石畳の前庭に出る。本殿への入口は手前の足下にムーンストーンがあり、両側に一対の石像が置かれている。正門を入ってすぐ右手（東側）にも小さな出入口がある。
本堂は上部が木造で瓦葺きの屋根があったが、現存するのは壁のみである。壁はレンガ造りで、外壁は石板で覆われている。正門を入るとそこは奥行き27フィート (8.2 m)、幅21フィート (6.4 m)の小部屋になっている。部屋の壁は基部に蓮華と獅子の模様が施されている。この小部屋には6本の石柱と上層階に通じる階段がある。小部屋の奥が内陣にあたる部屋で、奥行きと幅がともに35フィート (11 m)の正方形となっており、窓が4つある。元は16本の石柱があったが、3本しか残っていない。部屋の中央に、花崗岩から彫られた3体の仏像が立っている。いずれも部分的な損傷が見られる。中央の仏像が高さ9フィート (2.7 m)、両脇の像はともに7.5フィート (2.3 m)である。

## 3D記録
2019年には、ケープタウン大学（南アフリカ）の研究グループが主導するザマニ・プロジェクトによって、現地の3D記録が作成された。

### 注
1. ↑  仏歯（釈迦の歯、仏牙ともいう）は、4世紀にインドからスリランカに将来して以降、王権の象徴であった。遷都の度に「ダラダ・マリガワ」（仏歯の宮殿、仏歯寺）が新たに作られ、そこに仏歯が祭られた[1]。
2. ↑  英語でSacred Quadrangle、または単にQuadrangle。ポロンナルワで遺跡群が集中しているエリア。